# Nachal Gamli'el
Nachal Gamli'el (hebrejsky: נחל גמליאל) je vádí v pobřežní nížině v Izraeli.
Protéká severojižním směrem v okolí obcí Bejt Gamli'el, Javne, Kfar ha-Nagid či Ge'alja a pahorku Tel Šalaf. Patří do povodí toku Sorek, ale původní vodní režim zde byl nahrazen umělými vodotečemi, které procházejí touto zemědělsky intenzivně využívanou krajinou.